# Caryl Chessman
Caryl Chessman (27 de mayo de 1921 - 2 de mayo de 1960) fue un ladrón estadounidense que se hizo famoso como preso en el Corredor de la muerte en California.
Caryl Chessman conoció el delito desde joven, cuando cumplió 15 años, su padre intentó suicidarse y él empezó a robar alimentos para la casa. Inicialmente conocido como el "Bandido de la luz roja", porque se lo inculpó por los hechos cometidos por un criminal que llevaba una sirena policial en el techo de su auto para confundir a sus futuras víctimas en las rutas de California, Caryl Chessman saltó a la fama tras lograr evitar ser ejecutado a morir en la cámara de gas (había sido condenado a muerte en 1948), durante largos doce años.
A los 27 años, un tribunal estadounidense lo condenó a muerte, luego de ser acusado de secuestro, robo y perversión sexual; Chessman estudió Derecho y Latín en la Prisión Estatal de San Quintín, donde permanecía detenido, y se convirtió en su propio abogado; fue el emblema de la lucha contra la pena de muerte; escribió cuatro libros y le dedicó más de diez mil horas a estudiar su caso. Eso le permitió posponer ocho citas fijadas para que sea ejecutado, a través de recursos y amparos judiciales. Caryl Chessman siempre se declaró inocente y aseguraba que "el bandido de la luz roja era un aficionado chapucero con mentalidad sexual retorcida, y no criminal profesional y frío calculador", como él se consideraba.
Sin embargo, nadie pudo prorrogar la última cita: el 2 de mayo de 1960, Caryl Chessman moría en la cámara de gas de la Prisión Estatal de San Quintín, Estados Unidos.

## En la cultura popular
La obra de Megan Terry, The People vs Ranchman, está basada en los crímenes y el castigo de Chessman, se produjo en el Off-Broadway de Nueva York.
El luchador profesional mexicano, "Chessman, red light killer", de AAA, lleva el nombre de Chessman.
Chessman es mencionado en la canción de 1970 de Neil Diamond "Done Too Soon".
La banda de rock argentina Patricio Rey y Sus Redonditos de Ricota lo menciona en la canción "Un Tal Brigitte Bardot"
El escritor estadounidense Richard Brautigan lo cita en su libro "La pesca de la trucha en América".

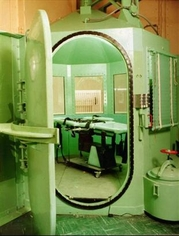
Cámara de gas de San Quentín, transformada para inyección letal